# 欣茨韦勒
欣茨韦勒是德国莱茵兰-普法尔茨州的一个市镇。总面积5.32平方公里，总人口376人，其中男性184人，女性192人（2011年12月31日），人口密度71人/平方公里。